# 차이나 준
차이나 준(한국 한자음: 중국존, 영어: China Zun, 중국어 간체자: 中国尊, 정체자: 中國尊, 병음: Zhōngguó Zūn 중궈쭌[*])은 중화인민공화국 베이징시에 완공된 초고층 빌딩이다. 지상 109층, 527.7m의 건물로 2012년 착공하여 2018년 완공되었다. 이 건물은 저층부에서 상층부로 올라갈수록 건물이 넓어지는 특이한 디자인을 가지고 있다.

## 같이 보기
- 마천루 목록
- 아시아의 마천루 목록
- 중화인민공화국의 마천루 목록
- 100층 이상의 마천루 목록